# Iglesia de Santo Domingo de Silos (Pozuelo del Rey)
La iglesia de Santo Domingo de Silos es una iglesia ubicada en la localidad española de Pozuelo del Rey, en la Comunidad de Madrid. El edificio responde a una arquitectura desarrollada durante la primera mitad del siglo XVI. Constituye un singular ejemplo de una tipología constructiva caracterizada por tener una cabecera cuadrangular o poligonal cubierta con bóveda de crucería gótica, y un cuerpo formado por tres naves separadas por arquerías renacentistas cubiertas con techumbre de madera de tradición medieval mudéjar. El edificio presenta una estructura concebida desde su origen como un proyecto tipológico unificado, con unas características concretas donde se yuxtaponen estilos diferentes. Destaca su cabecera, cubierta con bóveda de crucería de influencia hontañonesca, lo que pone de manifiesto la intervención de canteros conocedores o procedentes de importantes focos constructivos. Frente al mantenimiento de estructuras tradicionales góticas para la capilla mayor, con un evidente sentido simbólico religioso, el cuerpo de naves se construye en un nuevo estilo, donde se revelan las novedades del Renacimiento. Se trata de un espacio amplio, constituido por potentes arcos de gran luz que descansan sobre esbeltas columnas, realizado todo con una buena cantería. Los restos de fábricas preexistentes de tipo mudéjar toledano localizados en el muro norte, así como el primer cuerpo de su magnífica torre, muestran la existencia de un primitivo templo mudéjar, como sucede en numerosas poblaciones de la comarca, que se construyeron cuando se llevó a cabo la repoblación de la zona a lo largo de los siglos XII y XIII.

## Antecedentes y contexto histórico
La formación y desarrollo de Pozuelo del Rey, antes Pozuelo de Torres, durante la Edad Media, está en estrecha relación con la repoblación de la zona, después de la reconquista definitiva de Alcalá por Bernardo de Sedirac en 1118. Para llevar a cabo esta misión en 1135 el arzobispo don Raimundo otorgó un fuero a la villa de Alcalá en el que se empleaba la fórmula «d'Alcalá o de so término» o la de «Alcalá, in vila o in aldea», definiendo la existencia de una unidad de jurisdicción integrada por la villa, como cabeza de la comunidad, y las aldeas de su alfoz, lo que suponía una organización territorial que servía como instrumento a la política repobladora y defensiva de la zona. Entre las 25 aldeas sometidas a la jurisdicción alcalaína que se citan en este “Fuero Viejo” se encuentra Pozuelo de Torres, acreditando ya su existencia. Durante toda la Edad Media, en diversos documentos, se continuó citando la aldea como parte de la villa y tierra de Alcalá, y señorío del Arzobispado de Toledo.
Durante el siglo XVI, los distintos censos de aldeas pertenecientes al área de Alcalá de Henares siguen incluyendo a Pozuelo como aldea vinculada a la villa de Alcalá. Las “Relaciones de Felipe II” (1576) informan que este lugar se llama Pozuelo de Torres, que es aldea y jurisdicción de la villa de Alcalá de Henares y señorío del arzobispo de Toledo. Citan la existencia de la iglesia parroquial dedicada a Santo Domingo de Silos, de la que se sabe que existían numerosas capellanías, lo que parece indicar una buena situación económica. Además, explican que la base económica de la aldea es la agricultura y algo de ganadería, y todos sus vecinos son labradores. Referente al siglo XVII, la documentación es escasa. Se conoce un documento, fechado en 1655 y dirigido a Felipe IV, por el cual Diego Fernández compra la jurisdicción, señorío y vasallaje al Arzobispado de Toledo, denominándose ya Pozuelo del Rey. Esta nueva situación debió de suponer un revulsivo económico, aunque la población continuaba dedicándose a la agricultura y la ganadería. En este momento se construye en la iglesia la capilla de la Soledad, después denominada del Rosario.
En el siglo XVIII, según el Catastro del Marqués de la Ensenada (1753), Pozuelo del Rey seguía perteneciendo al partido de Alcalá y, junto con Valverde y Campo Real, conformaba el señorío del conde de Oñate. La agricultura y ganadería continuaban siendo el sustento económico.

## Descripción
La iglesia, que puede datarse en la primera mitad del siglo XVI, se compone de una cabecera semicircular exteriormente y poligonal de tres lados al interior, precedida de un tramo recto cuadrangular cubierto con bóveda de crucería estrellada, y un cuerpo de tres naves separadas por arquerías que descansan sobre columnas renacentistas, cubierto con techumbre de madera. A este espacio se añaden una torre situada junto a la cabecera en su lado norte, correspondiente a una construcción anterior que podría fecharse en los siglos XIII o XIV; una capilla dedicada a la Virgen del Rosario, adosada a la fachada de la nave lateral norte, construida en el siglo XVII, y una sacristía situada junto a la cabecera en línea con la nave lateral sur, de la misma época que la iglesia.
Los dos tramos que componen la cabecera, de bastante profundidad, se cubren con bóvedas de crucería estrellada, siguiendo uno de los modelos más utilizados por el arquitecto Rodrigo Gil de Hontañón. Está formada por nervios cruceros, terceletes, ligazones en cruz y combados curvos que arrancan de los cruceros en sentido convexo para invertir su dirección a partir de los terceletes y llegar a las claves de los arcos exteriores formando un arco conopial; se completa con una serie de molduras cóncavas en torno al polo. En la cabecera, los nervios enlazan con las claves formando una estrella que genera múltiples claves. Los nervios, de yeso, están decorados con motivos vegetales aplantillados que descansan sobre ménsulas acodilladas. El arco de ingreso a la capilla es de medio punto y está ornamentado en su intradós con casetones en cuyo interior se representan temas florales y vegetales, en los chaflanes, pequeñas rosetas y en el extradós, decoración vegetal, de estética plateresca. Descansa sobre soportes de tipología renacentista. La construcción de esta parte de la iglesia debió estar ya terminada hacia el año 1544, momento en el que se contrata el retablo mayor con el entallador Juan Calderón. El cuerpo de la iglesia está formado por tres naves de mayor altura y anchura la central. Se separan mediante cuatro amplios arcos de medio punto a cada lado, de perfil rectangular en arista viva, que descansan sobre columnas con capitel dórico-toscano y cimacio de lados cóncavos, fuste liso y basas áticas, de estilo renacentista muy sobrio. Cuatro de ellas son exentas y se sitúan en el centro de las naves, otras dos son medias columnas adosadas al muro occidental, parcialmente alteradas por el coro. Las columnas exentas más próximas a la cabecera forman un pilar constituido por cuatro medias columnas, todas de iguales características, donde descansan los arcos de separación de las naves y los arcos de acceso a las capillas, mayor y laterales. Las dos naves laterales rematan en sendas capillas de planta cuadrangular cubiertas con bóvedas vaídas. La correspondiente al lado sur está decorada con yeserías a base de nervios que compartimentan el espacio en zonas trapezoidales, decoradas con guirnaldas y cabecitas de ángeles también de estilo renacentistas; los nervios y arcos descansan sobre cariátides, y en el centro se abre una pequeña linterna de forma ovalada.
Las naves se cubren con armadura de madera, constituyendo uno de los tipos más característicos, de carpintería de armar hispana del siglo XVI, de tradición medieval mudéjar. En la nave central la cubierta está formada por una estructura de par y nudillo con dobles tirantes, que genera un perfil de trapecio determinado por el almizate y los dos faldones; los tirantes descansan sobre ménsulas con un perfil a base de molduras cóncavas y convexas pronunciadas. Las naves laterales se cubren con armadura de colgadizo. A los pies del templo se sitúa el coro en alto, ocupando el último tramo de las tres naves. Está formado por un forjado de madera, de reciente ejecución, sobre arcos rebajados y de medio punto, que descansan sobre pilastras mediante una imposta moldurada a modo de capitel, adosadas a las columnas exentas y a las medias columnas situadas en el muro oeste. La iglesia conserva un púlpito de hierro forjado, adosado al primer pilar del lado de la epístola, realizado en el siglo XVII o XVIII. De su solera emergen sencillos barrotes anillados, y de la parte inferior cuelga un vástago con decoración similar, que une el borde de la solera con la columna donde se apoya. También conserva una cancela de hierro forjado que da paso al presbiterio, con el mismo tipo de barrotaje que el púlpito.
Exteriormente, la mayor parte del templo está construido en mampostería, si bien en la cabecera es de mayor irregularidad y de peor calidad que en el resto. Los muros se asientan sobre un zócalo de piedra constituido por sillares bien labrados, y rematan en una cornisa también de piedra en forma de gola, característica del siglo XVI, que recorre toda la iglesia excepto en la cabecera. El muro oeste y la parte de los muros norte y sur correspondientes al último tramo de las naves presentan una fábrica diferente y de mejor calidad (sillería), que podría responder a un cambio adoptado durante la construcción del edificio. La cabecera se refuerza por medio de dos contrafuertes circulares constituidos por un basamento de mayor diámetro y rematados en forma cónica. Otros dos contrafuertes refuerzan la fachada occidental en el punto donde descansan las arquerías; son prismáticos y terminan en chaflán escalonado. Asimismo, los ángulos formados por esta fachada y los muros norte y sur se refuerzan con unos contrafuertes de las mismas características pero considerablemente más bajos. En el muro norte, en la parte correspondiente al tercer tamo, se observan restos de un paramento constituido por fajas de mampostería de unos 50 cm de altura entre dobles verdugadas de ladrillo y un esquinal de este material, de similares características a la fábrica de la torre. También se aprecia un remate de cornisa, a media altura de la fachada, formada por ladrillos a tizón dispuestos alternativamente a sardinel y de plano, que igualmente se manifiesta al otro lado de la capilla del Rosario. El edificio cuenta con dos portadas de estilo renacentista. La portada que se ubica en la fachada sur está constituida por un arco de medio punto con fina molduración, que descansa sobre las jambas mediante imposta; sobre el arco se sitúa un entablamento y sobre él una hornacina avenerada entre pilastras, rematada por un frontón triangular; a ambos lados dos volutas en “S” y flameros. Se cierra con una puerta de madera, al parecer procedente de otro lugar, formada por dos hojas con dos portoncillos, decorada con casetones; conserva sus herrajes prácticamente completos, donde se encuentra una inscripción en la que se indica el autor y fecha de ejecución: “Diego Fraga me fecit ano de M/DLLLXXXVIII”. La torre se ubica junto a la cabecera en su lado norte. Es de planta cuadrangular y se divide en dos cuerpos. El inferior está construido con fábrica mudéjar de tipo toledano, constituida por fajas de mampostería de unos 50 cm de altura entre dobles verdugadas de ladrillo, con cadenas de estos en las esquinas, produciéndose un escalonamiento alternativamente entrante y saliente, con un número de seis o siete filas de ladrillos comprendidos entre dos bandas. Este tipo de fábrica es frecuente en los edificios toledanos de los siglos XIII y XIV. El segundo cuerpo, que corresponde al de campanas, es de ladrillo revocado y se abre al exterior mediante cuatro vanos en arco de medio punto, uno en cada lado; este cuerpo pertenece a una etapa indeterminada posterior a la fábrica mudéjar.
Interiormente, en el nivel de arranque de la torre se abre una pequeña estancia de planta cuadrangular de gruesos muros y bóveda de cañón apuntado, a la que se accede desde el presbiterio mediante un hueco adintelado. Sobre este espacio arranca una estructura formada por un machón central de ladrillo en torno al cual se desarrolla una escalera de cinco tramos que se cubre con bóvedas de ladrillo por aproximación de hiladas, modalidad típicamente toledana derivada del alminar islámico. La escalera asciende hasta el cuerpo de campanas, y por el otro desciende hasta el hueco, actualmente cegado, que comunicaría con el presbiterio sobre la estancia de planta baja de la torre, lo que parece indicar que el primitivo acceso se realizaría desde el presbiterio a una cierta altura. Posteriormente se construyó un husillo adosado al muro norte de la capilla del testero de la nave lateral contigua a la torre, en el que se desarrolla una escalera de caracol que desemboca sobre la bóveda de esta capilla y cruzando el encamarado se accede a la escalera del cuerpo mudéjar de la torre. En la actualidad se llega al husillo a través de un pequeño cuerpo adosado a la nave lateral norte. La capilla del Rosario, antes de la Soledad, se sitúa junto al muro norte de la nave del evangelio. Fue levantada en el siglo XVII con fábrica de mampostería reforzada con sillares formando cajas, sobre un basamento de sillería; se ilumina mediante un óculo situado en el muro oeste. Se trata de una construcción de planta cuadrangular cubierta con cúpula sobre pechinas, formada por un tambor dividido mediante pilastras, cúpula con costillas y entablamento decorado con ménsulas pareadas; remata en una pequeña linterna. Las pechinas descansan sobre cuatro machones que generan cuatro hornacinas en arco de medio punto. A ella se accede desde la nave del evangelio mediante un hueco en arco de medio punto. La sacristía está constituida por un espacio de planta rectangular, realizado en mampostería de similares características al resto de la iglesia, que se dispone junto a la cabecera en su lado sur, guardando continuidad con la fachada de la nave lateral de este lado. Se comunica con el presbiterio a través de un paso adintelado enmarcado en piedra. En el exterior se conserva un muro de contención que cierra al norte y oeste el ámbito del antiguo cementerio, construido con fábrica de mampostería con sillares en los ángulos. En la actualidad, frente a la portada de los pies, se desarrolla una escalera.

## Estatus patrimonial
El de 15 de diciembre de 2010 fue incoado un expediente para su declaración como Bien de Interés Cultural, mediante una resolución publicada en el Boletín Oficial de la Comunidad de Madrid el 11 de marzo de 2011, por lo que el proceso se encuentra en estado de tramitación.